# Dicliptera floribunda
Dicliptera floribunda är en akantusväxtart som beskrevs av Eastwood. Dicliptera floribunda ingår i släktet Dicliptera och familjen akantusväxter. Inga underarter finns listade i Catalogue of Life.